# Castillejo de Iniesta
Castillejo de Iniesta là một đô thị trong tỉnh Cuenca, cộng đồng tự trị Castile-La Mancha Tây Ban Nha. Đô thị này có diện tích là 27 ki-lô-mét vuông, dân số năm 2009 là 176 người với mật độ 6,35 người/km². Đô thị này có cự ly 83 km so với tỉnh lỵ Cuenca.